# Herbert Böhme (Schriftsteller)
Herbert Böhme (* 17. Oktober 1907 in Frankfurt (Oder); † 23. Oktober 1971 in Lochham) war ein deutscher nationalsozialistischer Kulturfunktionär, Lyriker, Schriftsteller und Publizist. Nach dem Zweiten Weltkrieg wurde er zu einem rechtsextremen Kulturfunktionär, der 1950 das Deutsche Kulturwerk Europäischen Geistes (DKEG) gründete.

## Biografie

### Vor 1945
Böhme war Sohn eines Lehrers und Gewerbeschuldirektors und wuchs in Frankfurt/Oder auf. Nach dem Abitur am staatlichen Friedrichs-Gymnasium 1928 studierte er ab 1928 Germanistik und Geschichte an der Phillips-Universität Marburg. Dort trat er der Landsmannschaft Chattia bei. 1930 wechselte er für zwei Semester nach München, wo er zusätzlich Philosophie studierte. Im April 1931 kehrte Böhme zurück nach Marburg, um zu promovieren. Seine Arbeit „Tuberkulöse Dichter der S1 Struktur – Ein Beitrag zur Integrationstypologie“, die sich auf die Typologie nach Erich Rudolf Jaensch bezog, wurde im April 1932 eingereicht, jedoch nicht angenommen, da sie den wissenschaftlichen Standards nicht genügte. Nachdem Böhme das Rigorosum nicht bestanden und die Wiederholungsmöglichkeit im März 1933 abgebrochen hatte, erwirkte er schließlich sechs Jahre später als SA-Sturmhauptführer, dass er die mündliche Doktorprüfung am 13. Dezember 1939 wiederholen konnte. Gleichwohl gab er sich bereits seit 1933 als promoviert aus und ließ sich als „Dr. Böhme“ anreden. Ab 1933 lebte er in Lochham bei München.
Zum 1. Mai 1933 trat er der NSDAP (Mitgliedsnummer 2.828.213) und zum 1. September 1933 der SA bei. Nur einen Monat später, am 1. Oktober 1933, wurde er zum Sturmführer befördert, Heiligabend 1933 zum Obersturmführer. Nach 1933 wurde er kommissarischer Abteilungsleiter für Dichtung beim Reichssender Berlin. 1935 avancierte er zum Hauptschriftleiter in der Reichsleitung der NSDAP und war Leiter der Fachschaft Lyrik der Reichsschrifttumskammer (RSK). Zu seinen Aufgaben zählte es, die im Zentralverlag der NSDAP erscheinende HJ-Schriftenreihe Junges Volk zu lektorieren und literarische Texte für feierliche Anlässe zu verfassen. In einer Beurteilung der SA heißt es über den in den Kulturkreis der Obersten SA-Führung (OSAF) berufenen Böhme: „Können und Wissen auf den einzelnen Gebieten des SA-Dienstes können nur im Bezug auf die von ihm bearbeiteten kulturellen Angelegenheiten beurteilt werden, er besitzt gute Urteilskraft und ist einer Kritik an seinen eigenen Werken zugänglich, bemüht sich sehr, seinen Dichtungen SA-mäßige Formen zu geben.“ Außerdem sei sein Charakter gefestigt, seine körperliche Veranlagung entspreche den Anforderungen, er sei in seinem geistigen Verhalten „intelligent, rege“ und habe eine schnelle Auffassung. Sein Verhalten und Auftreten seien einwandfrei. Er war 1936 Mitbegründer und Mitglied der Kameradschaft Albert-Leo-Schlageter München und wurde 1938 Mitglied der Burschenschaft Arminia München (und 1971 der Europa-Burschenschaft Arminia Zürich).
Seinen Dienst als Soldat der Wehrmacht trat Böhme am 1. Mai 1940 an; im März 1942 wurde er zum Gefreiten befördert. Nachdem er sich von einer Kopfverletzung erholt hatte, bemühte er sich 1943 um einen Lehrauftrag für das Fach Philosophie an der Universität München. Ab dem Wintersemester 1944/45 war Böhme ebendort als Dozent für „Wehrgeistige Erziehung“ für die geistige „Wehrhaftmachung“ der deutschen Jugend zuständig. Die Fragen, ob und wann Böhme auch an der Reichsuniversität Posen tätig war und ob er sich dort habilitierte, wie er 1960 angab, können nicht mit Sicherheit beantwortet werden.

### Schriftstellerische Tätigkeit im nationalsozialistischen Deutschland
Böhme war Mitglied einer 1930 gegründeten Gruppe von Parteidichtern, die sich selbst als Junge Mannschaft bezeichnete und zu der unter anderen auch Heinrich Anacker und Baldur von Schirach gehörten. Neben Kurzgeschichten, Novellen und Bühnenstücken verfasste er die beiden Romane Sommersonnenwende (1939) und Andreas Jemand (1939). Vor allem aber hatte sich der „Dichter der preußischen Ostmark“ der Lyrik verschrieben. Viele seiner von NS-Ideologemen durchsetzten Gedichte wurden vertont und in die Liederbücher der HJ aufgenommen. Böhme schrieb unzählige Gedichte auf Adolf Hitler, die Titel trugen wie „Bekenntnis zum Führer“, „An Adolf Hitler“ oder „Adolf Hitler“. Doch am bekanntesten ist sein Trommelgedicht „Der Führer“, das nachweisbar erstmals 1934 veröffentlicht und nahezu in allen wichtigen Zeitschriften und Zeitungen im NS-Staat abgedruckt wurde. „Es preist bedingungslose Treue und blinde Gefolgschaft und stellt den „Führer“ als vom Schicksal auserkorene, charismatische Gestalt und obersten Rechtssprecher, als personifizierte Hoffnung auf ein neues Deutschland dar:“ 
Der Führer
Eine Trommel geht in Deutschland um / und der sie schlägt, der führt, / und die ihm folgen, folgen stumm, / sie sind von ihm gekürt. // Sie schwören ihm den Fahnenschwur, / Gefolgschaft und Gericht, / er wirbelt ihres Schicksals Spur / mit ehernem Gesicht. // Er schreitet hart der Sonne zu / mit angespannter Kraft. / Seine Trommel, Deutschland, das bist du! / Volk, werde Leidenschaft! 
Besonders beachtet wurde die von ihm herausgegebene Anthologie Rufe in das Reich (1934). Namhafte nationalsozialistische Autoren wie Hanns Johst, Agnes Miegel, Will Vesper, Hans Friedrich Blunck und viele mehr veröffentlichten in Rufe in das Reich ihre Gedichte.
1936 bezeichnete ihn der Brockhaus als „führenden dichterischen Gestalter nationalsozialistischer Ideen“. In Meyers Lexikon von 1936 wird Böhme als „Leidenschaftlicher Verkünder der Ideale des Dritten Reichs“ beschrieben.

### Nach 1945
Nachdem Böhme aus gesundheitlichen Gründen nach einjähriger Haft am 12. Juli 1946 aus dem Internierungslager Hohenasperg entlassen worden war, wurde noch im selben Monat das Entnazifizierungsverfahren gegen ihn eingeleitet. In dessen Verlauf „beteuerte er immer wieder, von den Nationalsozialisten wider Willen vereinnahmt worden zu sein und dass er darüber hinaus in einem inneren wie äußeren Konflikt mit den Machthabern gestanden hätte.“ Schließlich wurde er – nicht zuletzt wegen eines „Persilscheins“ von dem früheren SA-Brigadeführer Joachim Klähn – im August 1948 der Gruppe IV der „Mitläufer“ zugeordnet.
Durch seine Bekanntheit als „SA-Lyriker“ war Böhme nach 1945 einer der wichtigsten rechtsextremen Kulturfunktionäre der jungen Bundesrepublik. Er war 1949 Gründer und Leiter des Türmer-Verlags. Böhme war Mitglied im Witikobund und gründete zur Pflege nationalistischen Kulturgutes 1950 das Deutsche Kulturwerk Europäischen Geistes (DKEG) und dessen Unterorganisationen Deutsche Akademie für Bildung und Kultur und Schiller-Jugend. Bis zu seinem Tod 1971 war er Präsident des DKEG. 1971 erhielt er den vom DKEG verliehenen Schiller-Preis. 1951 war er Mitgründer und Herausgeber des Publikationsorgans der DKEG, der Zeitschrift Klüter Blätter, die 1982 in Deutsche Monatshefte umbenannt wurde und 1990 mit Nation Europa fusionierte, einer Zeitschrift, die Böhme 1951 zusammen mit Arthur Ehrhardt gegründet hatte.
Während seiner Inhaftierung als Kriegsgefangener engagierte sich Böhme in religiöser Hinsicht. Im Internierungslager Hohenasperg beteiligte er sich 1947 an der Gründung einer Gruppe der von Rudolf Walbaum geleiteten Religionsgemeinschaft Freier Protestanten – Deutsche Unitarier. Walbaum bestimmte Böhme 1947 zum Ersten Sprecher des „Klütkreises“ (Arbeitskreis für Grundsatzfragen). Diese Position hielt er bis Anfang 1955 inne. Auf der Hauptversammlung der Deutschen Unitarier 1950 war er an der Umbenennung und Satzungsänderung in Deutsche Unitarier Religionsgemeinschaft beteiligt. Bis Ende 1954 war Böhme Erster Sprecher der Deutschen Unitarier. Ausschlaggebend für seinen Rücktritt 1955 waren die wachsenden Widerstände innerhalb der Gemeinschaft gegen ihn und seinen Führungsanspruch. In einem Nachruf 1971 bescheinigte Eberhard Achterberg, Böhme habe „den Anfang und die ersten Jahre unserer Religionsgemeinschaft ganz entscheidend geprägt und bestimmt.“
Herbert Böhme war Gründer der Deutschen Unitarier-Jugend. Diese schloss sich 1952 mit der Reichsjugend und dem Vaterländischen Jugendbund zur rechtsextremen Wiking-Jugend zusammen, die sich als Bewahrer des Erbes der Hitler-Jugend begriff. 1955 gründete Böhme den „Schillerbund deutscher Jugend“, dem als erstes die Wiking-Jugend als korporatives Mitglied beitrat. 1961 war er Mitbegründer der Gesellschaft für Freie Publizistik. 1965 wurde er Mitglied der Nationaldemokratischen Partei Deutschlands sowie Mitbegründer des Arbeitskreises Volkstreuer Verbände. 1970 war er Mitbegründer der Aktion Widerstand und der „Deutschen Bürgergemeinschaft“. Er gilt als Mitglied im äußeren Kreis des Naumann-Zirkels.
In der Sowjetischen Besatzungszone wurden zahlreiche seiner Schriften wegen ihres rechtsradikalen Inhaltes auf die Liste der auszusondernden Literatur gesetzt.

## Auszeichnungen und Ehrungen
- 1971 Schiller-Preis des Deutschen Kulturwerks Europäischen Geistes

## Werke (in Auswahl)
- Gedichte, 1931
- Morgenrot, 1933
- Führer und Fanfaren, 1933
- Sommersonnenwende. Arbeitslagerroman, 1933
- Des Blutes Gesänge, 1934
- Volk bricht auf, 1934
- Gesänge unter der Fahne, 1935
- Der Glaube lebt. Rufe der Zeit, 1935
- Das deutsche Gebet, 1936
- Volk der Arbeit (Musik von Erich Lauer), 1936
- Fahne, steh auf! Neue Lieder für die Feier, 1936
- Der Kirchgang des Großwendbauern, 1936
- Kampf und Bekenntnis, 1937
- Die Losung. Ein Weihespiel, 1937
- Nacht der Verschwörung, Novelle, 1938
- Sommersommerwende. Eine Feier, 1938
- Das Großdeutsche Reich. Ein Appell auf die Befreiung Österreichs mit Liedern, 1938
- Gedichte des Volkes, 1938
- Ruf der SA. Ein Appell mit Liedern, 1938
- Männer, Kämpfer, Soldaten. Eine Morgenfeier, 1938
- Andreas Jemand, Roman, 1939
- Die guten Sterne sind mit uns vereint. Gedichte, 1944
- Feder und Schwert, 1944
- Die Deutschen Unitarier. Weg und Weisung. Festschrift zum 75jährigen Bestehen, 1951
- Die steinerne Woge, Erzählung, 1952
- Mit gelösten Schwingen, Gedichte, 1953
- Ein gewonnenes Leben, Novelle, 1955
- Die Flucht, Novelle, 1956
- Anruf und Gesang, Gedichte, 1957
- Bekenntnisse eines freien Mannes, 1960
- Auf der Brücke. Heiter-besinnliche Erzählungen, 1960
- Preußische Balladen, 1964
- Am Wohnsitz der Götter. Balladen, Gedichte und ein dramatischer Entwurf, der Seele Griechenlands zu begegnen, 1964
- Wir banden den Strauß Immortellen. Gedichte und Lieder, 1966
- Reden und Aufsätze, 1967
- Die Ordnung der Werte. Reden, Aufsätze, Bekenntnisse, 1967
- Vermächtnis und Auftrag. Letzte Reden, Aufsätze, Sprüche, Gedichte, 1973, ISBN 3-87829-044-6